# (7543) Prylis
(7543) Prylis ist ein Asteroid aus der Gruppe der Jupiter-Trojaner. Damit werden Asteroiden bezeichnet, die auf den Lagrange-Punkten auf der Bahn des Jupiter um die Sonne laufen. (7543) Prylis wurde am 19. September 1973 von C. J. und I. v. Houten-Groeneveld und Tom Gehrels am Palomar-Observatorium entdeckt. Er ist dem Lagrangepunkt L4 zugeordnet.
Der Asteroid ist nach der mythologischen Figur des Prylis aus dem Trojanischen Krieg benannt, der als Erster die Idee des hölzernen Pferdes hatte.